# 西和美
西和美（にし かずみ、1942年（昭和17年）3月25日）は鹿児島県大島郡瀬戸内町西古見生まれの島唄の歌い手。1978年頃義父の影響で島唄を初め、坪山豊を師匠とする。1981年頃『嘉徳なべ加那節』にて南海日日新聞主催の奄美民謡大賞 新人賞受賞。翌年同大会の民謡大賞受賞後舞台活動を開始。
自身や経営する店舗は、奄美大島を舞台としたドラマなどに度々登場している。

## 経歴
- 1942年 - 4人兄弟の長女として誕生。
- 1951年頃 - 時代背景・社会状況を理由に口之島へ転居。
- 1957年 - 愛知県一宮市の紡績工場へ集団就職。
- 1965年 - 瀬戸内町立西古見小学校での同級生と結婚。兵庫県尼崎市へ転居。
- 1966年 - 長女誕生。
- 1969年 - 長男誕生。
- 1972年 - 次男誕生。
- 1978年頃 - 民謡保存会にて島唄の練習を開始。
- 1980年 - 南海日日新聞の民謡大会に初出場。
- 1981年 - 奄美へと帰郷。うどん屋「まんこい」の雇われ店主となる。三階に住んでいた坪山豊に弟子入り。
- 1983年 - 奄美民謡大賞 奨励賞受賞。「かずみ」開店。
- 1984年 - 奄美民謡大賞 新人賞受賞。
- 1985年 - 奄美民謡大賞 民謡大賞受賞。
- 1987年 - アメリカスミソニアン博物館主催アメリカンフォークライフ出演
- 2002年 - 7月21日に名瀬市AIAI広場で、「かずみ」開店二十周年記念。
- 2003年 - 2月、脳溢血で倒れる。しかし鹿児島の「奄美群島復帰五十周年記念イベント」にて復帰。
- 2004年 - 「元気になりました　西 和美しまうたコンサート」開催。8月、映画『アダン』挿入歌を歌う。
- 2005年 - 山形県のイベント会場で高円宮妃に会い、島唄を賞賛された。